# Бир (духовни)
 Бир  (лукна, крин) је представљао обавезу православних вјерника да свом свјештенству дају средства за издржавање (најчешће у природним плодовима). За разлику од господског, владаочевог или властелинског бира – називао се у средњем вијеку још и – поповски духовни бир.

## Бир у Црној Гори
У Црној Гори је свака кућа била дужна да свештенику преда 18 кг жита и одређену суму новца, за вршење вјерских обреда. Традиционални бир је у Црној Гори 1900. године замијењен прирезом у новцу (због тешкоћа у наплати и несигурности ових прихода, услед општег сиромаштва вјерника). Тако су свештеницима били обезбијеђени стабилни приходи (плате) а за њих је био установљен и фонд за издржавање остарјелих и немоћних. Истовремено је народ био ослобођен непосредног плаћања за обављање вјерског обреда.